# Bandera de Bassella
La bandera oficial de Bassella té la següent descripció:
| « | Bandera apaïsada, de proporcions dos d'alt per tres de llarg, verd clar, amb una Y ondada blanca de braços de gruix 1/12 de l'alçària del drap, posada horitzontalment amb la bifurcació a una distància de l'asta de 5/12 de la llargària del mateix drap i amb els extrems bifurcats en els angles de la vora de l'asta; amb el castell groc de porta i finestres verd clar de l'escut, d'alçària 1/3 de la del drap i amplària 1/6 de la llargària del mateix drap, equidistant de les vores superior i inferior a 1/35 de l'asta; i amb els dos estanys heràldics de l'escut, cadascun faixat ondat de tres peces blanques i tres de blaves d'alçària i amplària 1/3 de l'alçària del drap, posats a 2/9 de la vora del vol, un a 1/24 de la vora superior i l'altre a 1/24 de la inferior. | » |

Va ser aprovada el 27 de febrer de 2007 i publicada en el DOGC el 20 de març del mateix any amb el número 4845.